# Mahmut Fadilpašić
Mahmut-beg Asaf (event. Mahmud-beg) Fadilpašić (1853/1854 Sarajevo?, osmanská říše – 15. října 1912 Sarajevo, Bosna a Hercegovina) byl bosenskohercegoský statkář a politik bosňáckého původu. V dobových dokumentech je příjmení uváděno i jako Fadil Pašić.

## Životopis
Narodil do vlivné a zámožné rodiny osmanského úředníka a velkostatkáře Fadil-paši Šerifoviće. Fadil-paša se roku 1878 přišel poklonit přicházejícím rakousko-uherským okupačním jednotkám, nicméně kvůli nevybíravému jednání jejich velitele Josipa Filipoviće se rozhodl emigrovat do osmanské říše. Později 25. listopadu 1882 zemřel v Cařihradu.
Dlouhá desetiletí Mahmut-beg působil v sarajevském zastupitelstvu (roku 1887 byl jmenován Zemskou vládou, poté získal mandát na základě voleb v letech 1890, 1893, 1896, 1899, 1902, 1905 a 1910, 1908 nebyl zvolen). Politicky činní byli i jeho dva bratři: Mastafa-beg (1835/1836–1892) byl sarajevským starostou (1878–1892) a Omer-beg (1838/1839–1887) sarajevským zastupitelem (po volbách 1884 a 1887). Zároveň byl činným podnikatelem. Podílel se na vzniku Islámské akciové tiskárny (Islamska dionička štamparija), jistý čas byl jejím ředitelem, a Muslimské centrální banky (Muslimanska centralna banka).
Počátkem 20. století se zapojil do boje muslimů o náboženskou a školskou autonomii v Bosně a Hercegovině. Roku 1906 se podílel na vzniku Muslimské národní organizace a působil v jejím výkonném výboru. Roku 1910 za stranu kandidoval v prvních volbách do bosenského zemského sněmu, saboru. Mandát získal ve třetí, venkovské kurii za Sarajevský okruh. Poslancem zůstal až do své smrti.
Fadilpašić od osmanského sultána obdržel Řád Medžidije (Mecidiye Nişanı) IV. třídy.
Mahmut-beg se roku 1886 oženil s Rasemou Uzunić, dcerou bohatého sarajevského obchodníka Asima Uzuniće. V tomto svazku se narodili dva synové a dcera (vdala se za Bećir-bega Gradaščeviće). Syn Salahudin, který se roku 1933 oženil s dcerou Halid-bega Hrasnici.
Zemřel 15. října 1912 v Zemské nemocnici v Sarajevu. Téhož dne byl převezen do Gazi Husrev-begovy mešity, kde proběhla zádušní mše a uložení ostatků v blízkém dvoře.